# Severn Bridge
Severn Bridge je visutý most spojující Anglii a Wales u města Bristol. Most je jednou ze tří spojnic přes řeku Severn při jejím ústí.
Most byl postaven v letech 1961–1966 a autory jeho návrhu byly společnosti Mott, Hay and Anderson a Freeman Fox and Partners. Celý most je složen ze čtyř částí:
- Aust Viaduct – 157 m dlouhý trámový viadukt se třemi oblouky.[3] Zajišťuje příjezd na visutý most z anglické strany řeky Severn.
- Severn Bridge – hlavní visutý most. Celková délka mostu je přibližně 1600 m. Hlavní pole je 988 m dlouhé, dvě boční pole jsou 304,8 m dlouhé. Dva pylony jsou 121.8 m vysoké. Mostovka se nachází 47 m nad hladinou řeky Severn. Po dokončení se jeho hlavní rozpětí stalo třetím nejdelším mostním rozpětím v Evropě (více měly jen Ponte 25 de Abril a Forth Road Bridge).
- Beachley Viaduct – 745 m dlouhý viadukt přemosťující malý poloostrov při ústí řeky Wye, na kterém se nachází vesnice Beachley.[4]
- Wye Bridge – visutý most přes řeku Wye při jejím ústí do řeky Severn. Celková délka mostu je 480 m, hlavní pole má 234.5 m, dvě boční pole jsou 87 m dlouhé.[5] Dva pylony jsou 46 m vysoké.

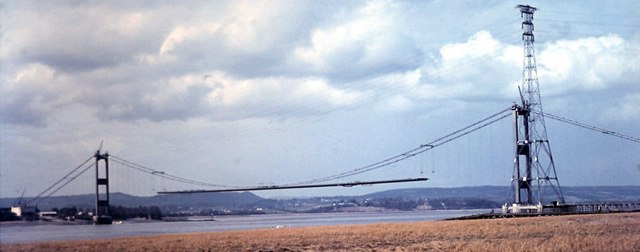
Výstavba mostu, 1965
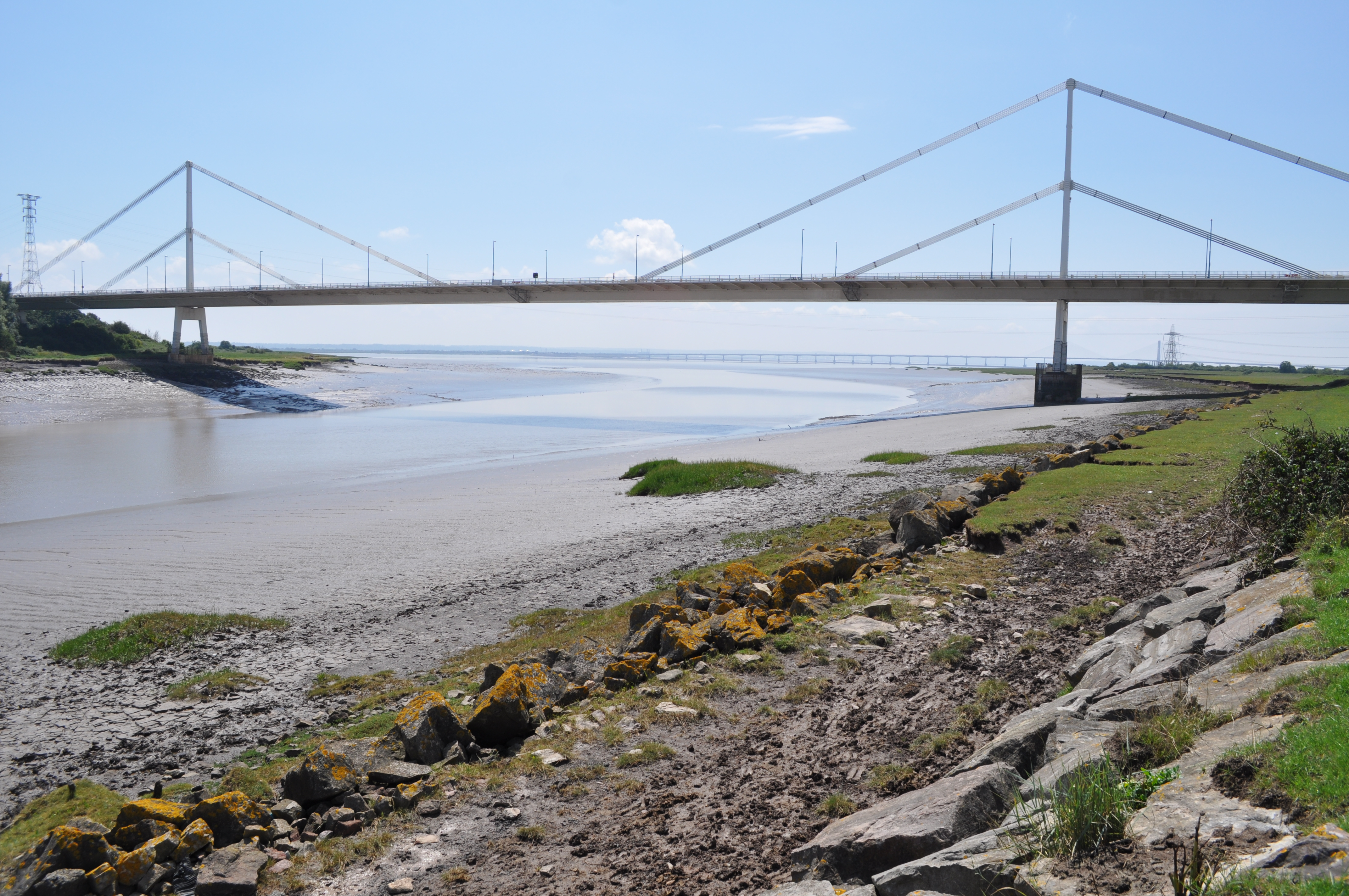
Wye Bridge